# Olympische Sommerspiele 1948/Leichtathletik – 80 m Hürden (Frauen)
Der 80-Meter-Hürdenlauf der Frauen bei den Olympischen Spielen 1948 in London wurde am 3. und 4. August 1948 im Wembley-Stadion ausgetragen. 21 Athletinnen nahmen teil.
Olympiasiegerin wurde die Niederländerin Fanny Blankers-Koen. Sie siegte vor der Britin Maureen Gardner und der Australierin Shirley Strickland.

## Rekorde

### Bestehende Rekorde
| Weltrekord         | 11,0 s | Fanny Blankers-Koen ( Niederlande) | Amsterdam, Niederlande            | 20. Juni 1948  |
| Olympischer Rekord | 11,7 s | Mildred Didrikson ( USA)           | Finale OS Los Angeles, USA        | 4. August 1932 |
| Olympischer Rekord | 11,7 s | Evelyne Hall ( USA)                | Finale OS Los Angeles, USA        | 4. August 1932 |
| Olympischer Rekord | 11,7 s | Trebisonda Valla ( Italien)        | Finale OS Berlin, Deutsches Reich | 6. August 1936 |
| Olympischer Rekord | 11,7 s | Anni Steuer ( Deutsches Reich)     | Finale OS Berlin, Deutsches Reich | 6. August 1936 |
| Olympischer Rekord | 11,7 s | Elizabeth Taylor ( Kanada)         | Finale OS Berlin, Deutsches Reich | 6. August 1936 |
| Olympischer Rekord | 11,7 s | Claudia Testoni ( Italien)         | Finale OS Berlin, Deutsches Reich | 6. August 1936 |

### Rekordverbesserungen
Der bestehende olympische Rekord wurde dreimal verbessert/erreicht:
- 11,3 s – Fanny Blankers-Koen (Niederlande), erster Vorlauf am 3. August bei einem Rückenwind von 1,5 m/s
- 11,2 s – Fanny Blankers-Koen (Niederlande), Finale am 4. August bei einem Rückenwind von 1,9 m/s
- 11,2 s – Maureen Gardner (Großbritannien), Finale am 4. August bei einem Rückenwind von 1,9 m/s

## Durchführung des Wettbewerbs
Die Läuferinnen traten am 3. August zu vier Vorläufen an. Die jeweils drei besten Athletinnen daraus – hellblau unterlegt – qualifizierten sich für das Halbfinale am selben Tag. Aus den beiden Halbfinals kamen die jeweils ersten drei Wettbewerberinnen – wiederum hellblau unterlegt – ins Finale am 4. August.

## Vorläufe
3. August 1948, 15:00 Uhr
Es sind nicht alle Zeiten überliefert.

### Vorlauf 1
Wind: +1,5 m/s
| Platz | Name                | Nation         | Zeit   | Anmerkung |
| ----- | ------------------- | -------------- | ------ | --------- |
| 1     | Fanny Blankers-Koen | Niederlande    | 11,3 s | OR        |
| 2     | Joan Upton          | Großbritannien | 11,8 s |           |
| 3     | Jeanine Toulouse    | Frankreich     | 12,0 s |           |
| 4     | Mirja Jämes         | Finnland       | k. A.  |           |
| 5     | Marion Huber        | Chile          | k. A.  |           |
| 6     | Theresa Manuel      | USA            | k. A.  |           |

### Vorlauf 2

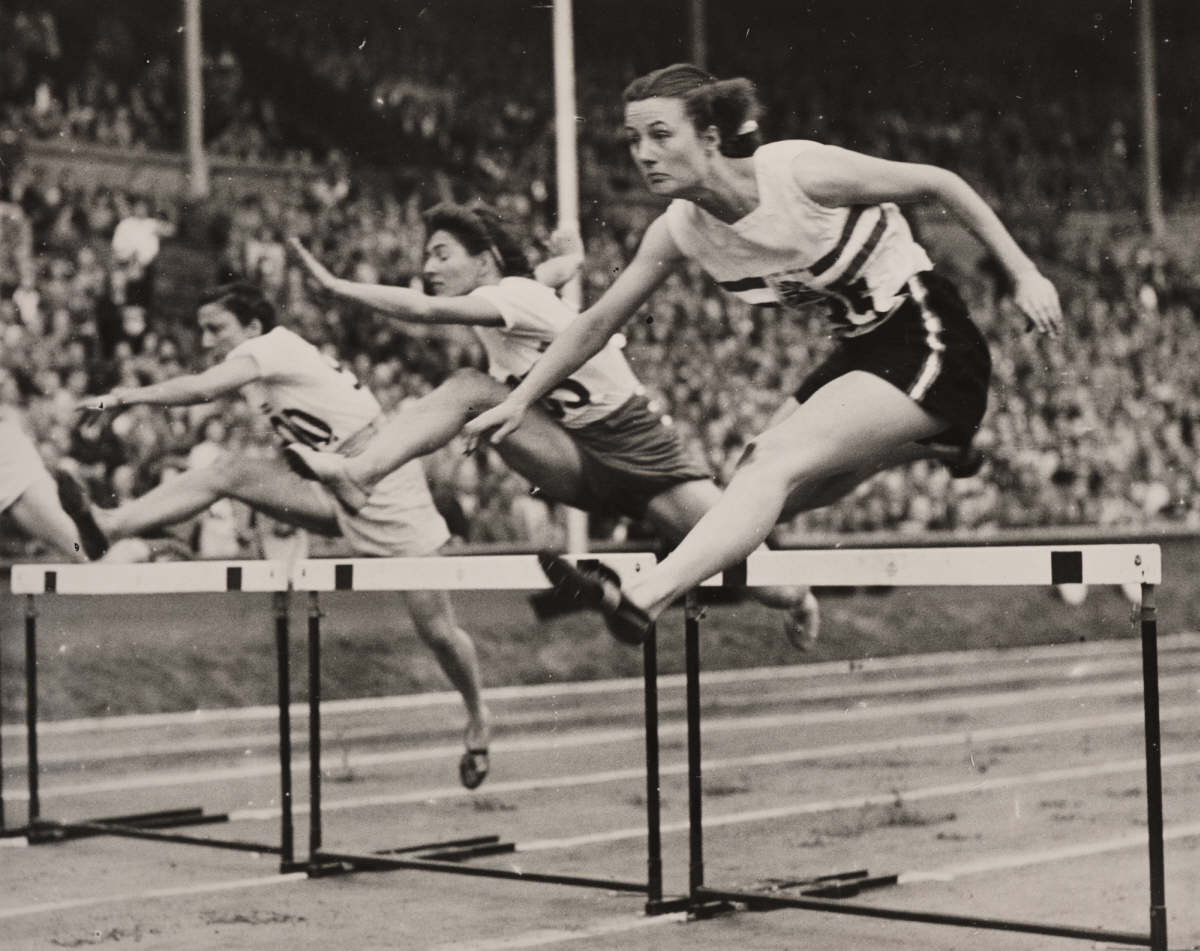
Zweiter Vorlauf (v. l. n. r.): Noëmi Simonetto de Portela, Libuše Lomská, Maureen Gardner

Wind: +0,9 m/s
| Platz | Name                        | Nation           | Zeit       |
| ----- | --------------------------- | ---------------- | ---------- |
| 1     | Maureen Gardner             | Großbritannien   | 11,6 s000  |
| 2     | Libuše Lomská               | Tschechoslowakei | 11,8 s000  |
| 3     | Noëmi Simonetto de Portela  | Argentinien      | 11,8 s000  |
| 4     | Jeanne Lamouche             | Frankreich       | 11,9 s (g) |
| 5     | Domnitsa Lanitou-Kavounidou | Griechenland     | k. A.      |

### Vorlauf 3
Wind: +0,3 m/s
| Platz | Name               | Nation         | Zeit   |
| ----- | ------------------ | -------------- | ------ |
| 1     | Yvette Monginou    | Frankreich     | 11,7 s |
| 2     | Shirley Strickland | Australien     | 11,9 s |
| 3     | Maria Oberbreyer   | Österreich     | 11,9 s |
| 4     | Bernice Robinson   | USA            | k. A.  |
| 5     | Bertha Crowther    | Großbritannien | k. A.  |
| 6     | Mavis Evelyn       | Jamaika        | k. A.  |

### Vorlauf 4
Wind: +0,2 m/s
| Platz | Name                       | Nation      | Zeit   |
| ----- | -------------------------- | ----------- | ------ |
| 1     | Elfriede Steurer           | Österreich  | 12,2 s |
| 2     | Gerda van der Kade-Koudijs | Niederlande | 12,2 s |
| 3     | Jean Walraven              | USA         | 12,6 s |
| 4     | Kyllikki Naukkarinen       | Finnland    | k. A.  |
| 5     | Vinton Beckett             | Jamaika     | k. A.  |

## Halbfinale
3. August 1948, 17:00 Uhr
Es sind nicht alle Zeiten überliefert.

### Lauf 1

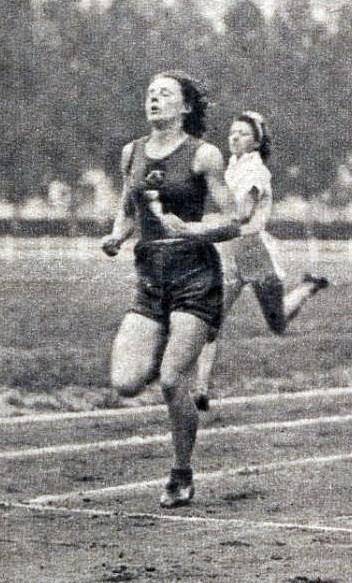
Jeanine Toulouse (vorne) – ausgeschieden als Fünfte des ersten Halbfinals
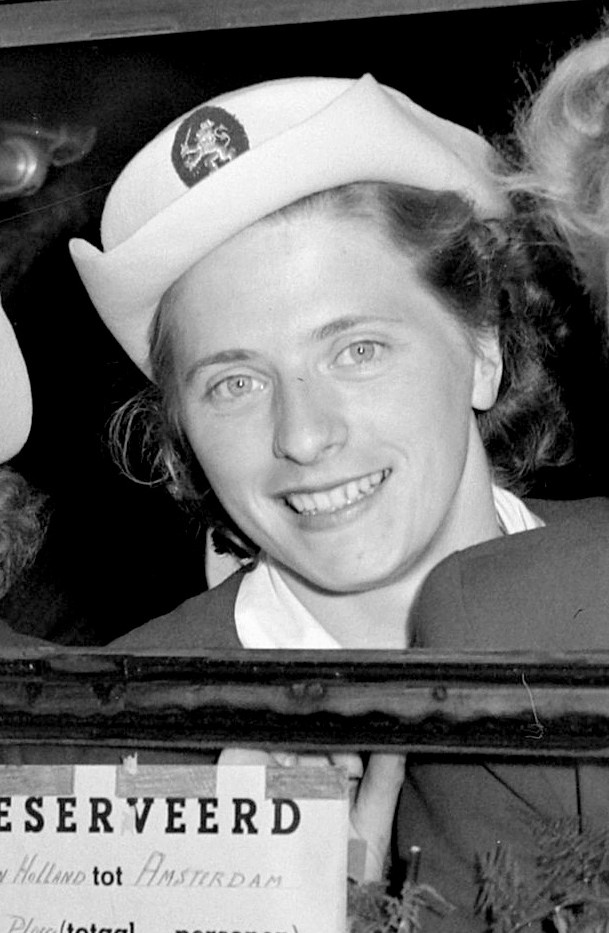
Gerda van der Kade-Koudijs – ausgeschieden als Fünfte des zweiten Halbfinals

Wind: ±0,0 m/s
| Platz | Name                | Nation           | Offiz. hand- gestoppte Zeit | Inoffiz. elek- tronische Zeit |
| ----- | ------------------- | ---------------- | --------------------------- | ----------------------------- |
| 1     | Fanny Blankers-Koen | Niederlande      | 11,4 s                      | 11,5 s0                       |
| 2     | Maria Oberbreyer    | Österreich       | 11,9 s                      | 12,07 s                       |
| 3     | Libuše Lomská       | Tschechoslowakei | 12,0 s                      | 12,14 s                       |
| 4     | Joan Upton          | Großbritannien   | k. A.                       | 12,23 s                       |
| 5     | Jeanine Toulouse    | Frankreich       | k. A.                       | 12,25 s                       |
| 6     | Jean Walraven       | USA              | k. A.                       | 12,99 s                       |

### Lauf 2
Wind: ±0,0 m/s
| Platz | Name                       | Nation         | Offiz. hand- gestoppte Zeit | Inoffiz. elek- tronische Zeit |
| ----- | -------------------------- | -------------- | --------------------------- | ----------------------------- |
| 1     | Shirley Strickland         | Australien     | 11,7 s                      | 11,9 s0                       |
| 2     | Yvette Monginou            | Frankreich     | 11,8 s                      | 11,98 s                       |
| 3     | Maureen Gardner            | Großbritannien | 11,8 s                      | 12,05 s                       |
| 4     | Noëmi Simonetto de Portela | Argentinien    | k. A.                       | 12,07 s                       |
| 5     | Gerda van der Kade-Koudijs | Niederlande    | k. A.                       | 12,13 s                       |
| 6     | Elfriede Steurer           | Österreich     | k. A.                       | 12,55 s                       |

## Finale
4. August 1948, 15:00 Uhr 

Wind: +1,9 m/s
| Platz | Name                | Nation           | Offiz. hand- gestoppte Zeit | Inoffiz. elek- tronische Zeit |
| ----- | ------------------- | ---------------- | --------------------------- | ----------------------------- |
| 1     | Fanny Blankers-Koen | Niederlande      | 11,2 s OR                   | 11,4 s0                       |
| 2     | Maureen Gardner     | Großbritannien   | 11,2 s OR                   | 11,45 s                       |
| 3     | Shirley Strickland  | Australien       | 11,4 s000                   | 11,50 s                       |
| 4     | Yvette Monginou     | Frankreich       | 11,8 s (g)                  | 11,99 s                       |
| 5     | Maria Oberbreyer    | Österreich       | 11,8 s (g)                  | 12,04 s                       |
| 6     | Libuše Lomská       | Tschechoslowakei | 11,9 s (g)                  | 12,08 s                       |

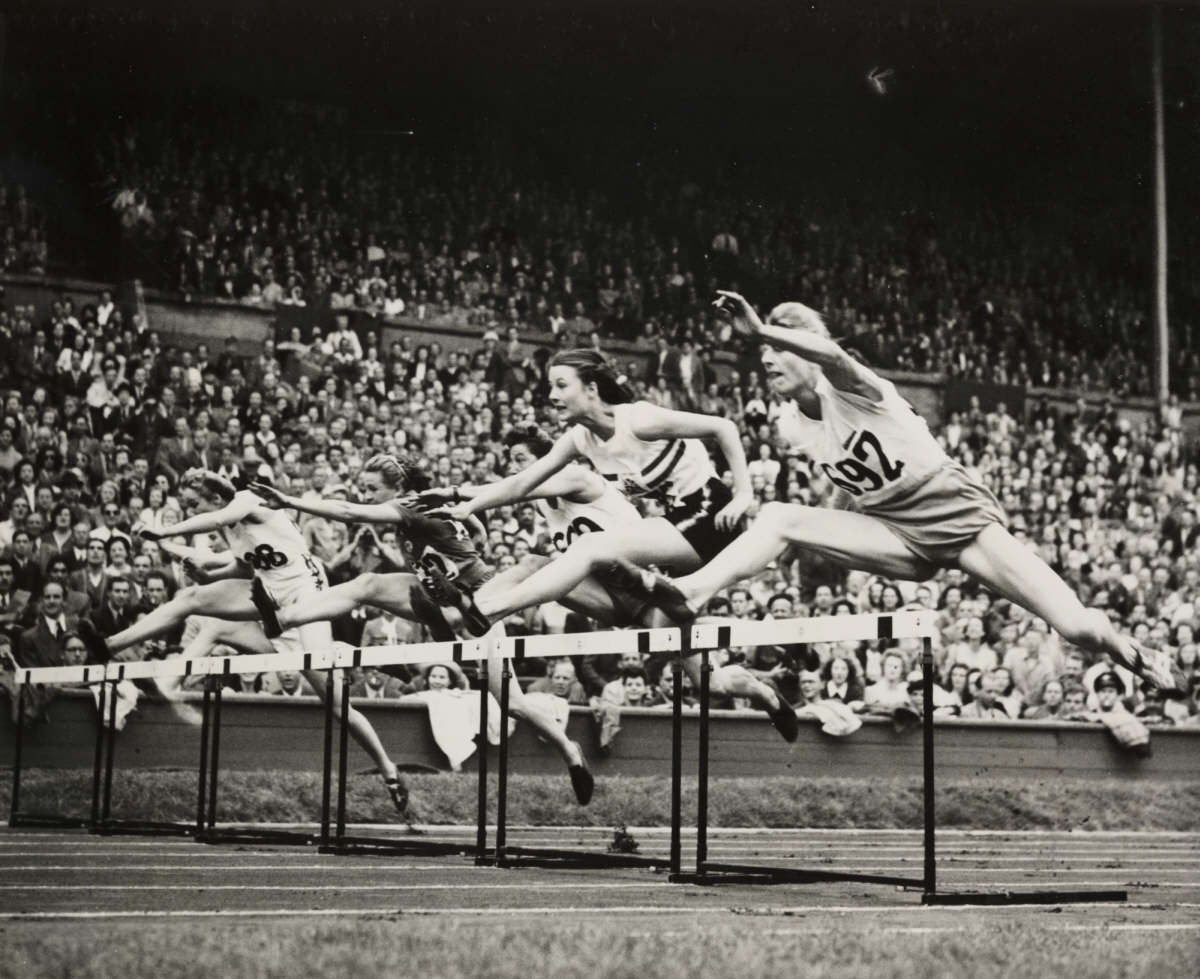
Das 80-Meter-Hürden-Finale: Fanny Blankers-Koen (ganz rechts), Maureen Gardner (Zweite von rechts)

Als Favoritinnen galten die Niederländerin Francina Blankers-Koen, amtierende Europameisterin, und die Britin Maureen Gardner. Während Blankers-Koen leicht und locker mit Olympiarekord durch die Vorrunde und das Halbfinale kam, hatte Gardner im Halbfinale Schwierigkeiten und konnte sich nur mit Mühe für das Finale qualifizieren.
Im Finale kam Gardner am besten aus den Blöcken, wobei es den Anschein hatte, sie habe einen Fehlstart verursacht. Das Rennen wurde jedoch nicht abgebrochen. Gardner lag in Führung, wurde aber von Blankers-Koen eingeholt. Beide liefen Seite an Seite ins Ziel und es war nicht klar, wer nun gewonnen hatte. Als die britische Nationalhymne gespielt wurde, glaubte die Niederländerin, sie habe verloren. Doch die Hymne war wegen der Ankunft der königlichen Familie angestimmt worden. Blankers-Koen wurde zur Siegerin erklärt. Spätere Analysen der elektronischen Zeitnahme ergaben, dass sie tatsächlich mit fünf Hundertstelsekunden Vorsprung vorne gelegen hatte. Shirley Strickland, später unter ihrem Namen de la Hunty, noch äußerst erfolgreich bei den kommenden beiden Olympischen Spielen, gewann die Bronzemedaille.
Für Fanny Blankers-Koen war es der zweite von vier Olympiasiegen in London.

Fanny Blankers-Koen, Maureen Gardner und Shirley Strickland gewannen die jeweils ersten Medaillen für ihre Länder in dieser Disziplin.

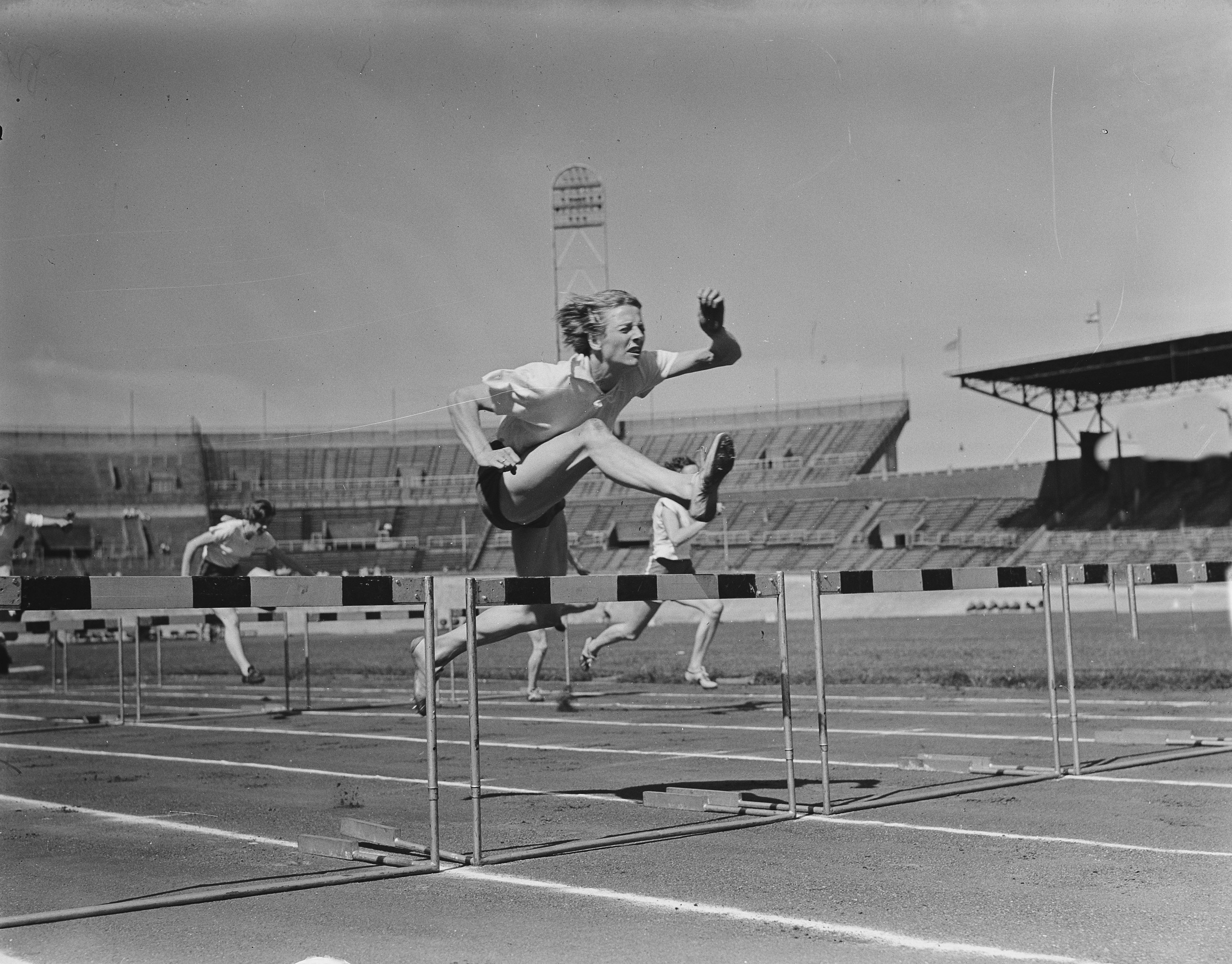
Die zweite von vier Goldmedaillen gab es für Fanny Blankers-Koen – hier in einem Rennen des Jahres 1951
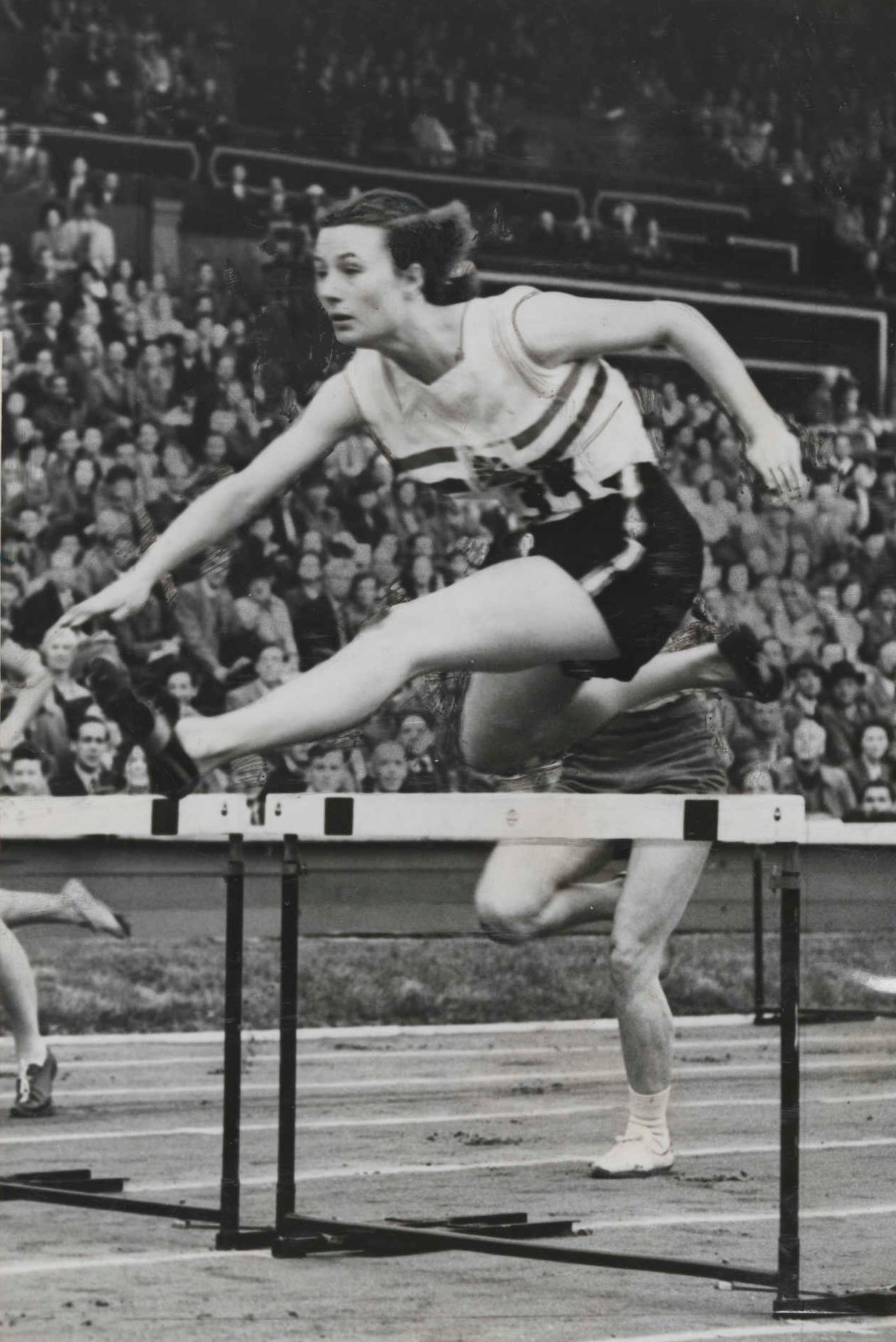
Silbermedaillengewinnerin Maureen Gardner
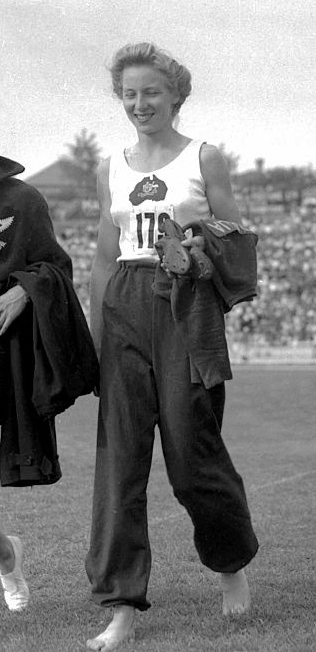
Shirley Strickland errang nach dem Rennen über 100 Meter ihre zweite Bronzemedaille

## Videolinks
- The London 1948 Olympic Film Part 2 - Olympic History, Bereich 12:16 min bis 14:51 min, youtube.com, abgerufen am 28. Juli 2021
- Fanny Blankers-Koen wins 4 golds at the 1948 Olympics, youtube.com, abgerufen am 24. August 2017
- The Incredible Dominance Of Fanny Blankers-Koen | Olympic Records, youtube.com, abgerufen am 28. Juli 2021